# Lăng mộ Saladin
Lăng mộ Saladin là nơi an nghỉ cuối cùng của Sultan Saladin của vương triều Ayyub. Nó nằm bên cạnh góc phía tây bắc của Nhà thờ Hồi giáo Umayyad ở Damascus, Syria. Lăng mộ được xây dựng vào năm 1196, ba năm sau cái chết của Saladin. Nó là một phần của Al-Aziziyah, nhưng trường học Hồi giáo hiện đã không còn.

## Lịch sử
Saladin đã chết bởi một cơn sốt vào ngày 4 tháng 3 năm 1193 tại Damascus, không lâu sau khi cuộc khởi hành của vua Richard I. Lúc đó, Saladin chỉ còn sở hữu 1 miếng vàng và 47 miếng bạc. Ông đã cho đi sự giàu có của mình cho những người nghèo khổ, không còn gì để trả tiền cho đám tang của ông. Lăng mộ được xây dựng bởi con trai của Saladin là Al-Afdal Saladin. Thi hài của Saladin đã được an táng tạm thời tại cung điện Citadel của Damascus cho đến khi việc xây dựng lăng mộ được hoàn thành vào năm 1196. Trường học Hồi giáo được xây dựng sau này bởi một người con trai thứ hai của Saladin là Al-Aziz Uthman. Lăng mộ được xây dựng lại vào năm 1898 dưới sự bảo trợ của Đức Hoàng William II. Ông đã cấp tiền cho việc sửa chữa lăng mộ sau khi ông đến thăm Damascus và tìm thấy ngôi mộ trong tình trạng hư hỏng nặng.

## Kiến trúc

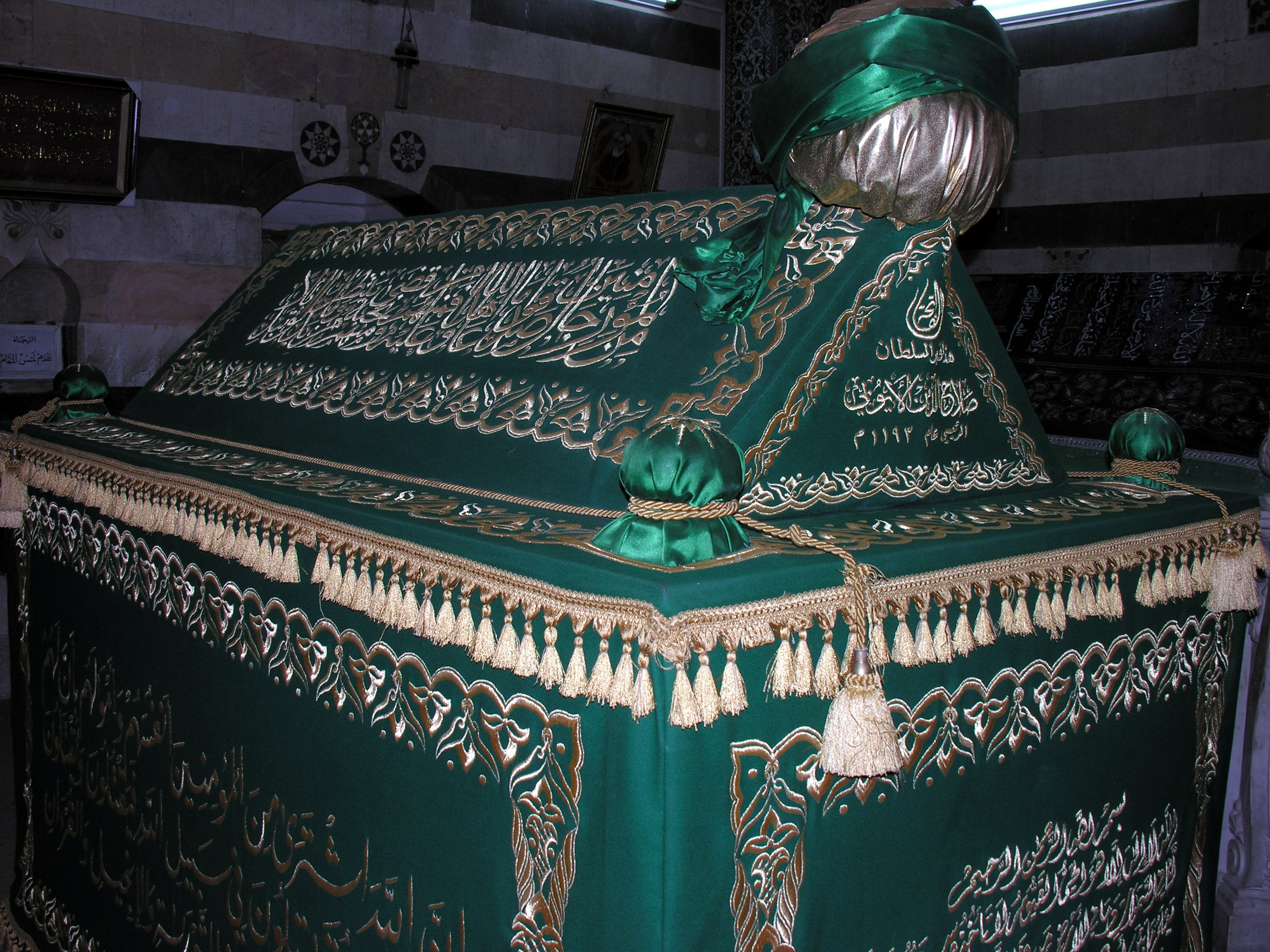
Bên trong lăng mộ của Saladin, Damascus, Syria.

Kiến trúc chính của lăng là khá nhỏ và khiêm tốn với một vòm bị chặn bởi bốn bức tường vuông. Về lịch sử của nó, nội thất cho thấy một kết hợp đáng chú ý của kiến trúc Hohenzollern, Ayyubid và kiến trúc Ottoman. Lăng mộ có hai chiếc quan tài. Một bản gốc làm bằng gỗ được trang trí lộng lẫy với hoa văn hình học và là nơi lưu giữ thi hài của Saladin. Cái thứ hai là một quan tài bằng đá cẩm thạch, là một món quà từ Hoàng đế Wilhelm II.Chiếc quan tài bằng đá cẩm thạch vẫn trống rỗng, vì cái bằng gỗ không cần phải thay thế và được dự định là một món quà từ Kaiser Wilhelm thể hiện sự tôn trọng của mình với người dân Syria. Lăng mộ cũng có năm phòng nhỏ dọc theo phía bắc và một buồng được sử dụng cho trì tụng Qur’an có thể vào từ cửa phía đông.